# Stephen Large
Stephen Large je anglický hudebník – hráč na klávesové nástroje. V letech 2007 až 2010 a znovu od roku 2011 byl členem skupiny Squeeze. Se skupinou nahrál alba Spot the Difference (2010) a Cradle to the Grave (2015). Roku 2010 se skupinou vystupoval v americkém televizním pořadu Late Night with Jimmy Fallon, v němž hrál sólo na iPad. Během své kariéry spolupracoval s mnoha dalšími skupinami, mezi něž patří například Marina and the Diamonds, The Shortwave Set a Babyshambles.